# Цяньцзян (район)
Цяньцзя́н (кит. упр. 黔江, пиньинь Qiánjiāng) — район городского подчинения города центрального подчинения Чунцин (КНР). Назван в честь реки Цяньцзян.

## История
При империи Суй в 585 году здесь был образован уезд Шичэн (石城县). При империи Тан в 618 году он был переименован в Цяньчжоу (黔州县), а в 742 году — в Цяньцзян. При империях Сун и Юань уезд описывали как «наполовину варварский» (то есть половину его населения составляли некитайцы).
При империи Мин в 1372 году уезд Цяньцзян был присоединён к уезду Пэншуй (彭水县), но в 1382 году был восстановлен.
В ноябре 1983 года постановлением Госсовета КНР уезд Цяньцзян был преобразован в Цяньцзян-Туцзя-Мяоский автономный уезд. В мае 1988 года постановлением Госсовета КНР Цяньцзян-Туцзя-Мяоский автономный уезд был преобразован в район городского подчинения Цяньцзян города Чунцин.

## Административно-территориальное деление
Район Цяньцзян делится на 6 уличных комитетов, 12 посёлков и 12 волостей.

## Экономика
В горных районах развиты сельское и лесное хозяйство. 